# Bomberai-Halbinsel
Die Bomberai-Halbinsel ist eine Halbinsel am westlichen Ende der Insel Neuguinea.

## Geographie
Zusammen mit der nördlich gelegenen Vogelkophalbinsel und vorgelagerten Inseln bildet die Bomberai-Halbinsel die indonesische Provinz Papua Barat (deutsch West-Papua). Den Westen der Halbinsel nimmt der Regierungsbezirk (Kabupaten) Fakfak ein, der Norden gehört zu Teluk Bintuni und der Südosten zu Kaimana.
Nördlich liegen die Berau-Bucht und die Bucht von Bintuni (Bentuni Bay), die die Bomberai-Halbinsel von der Vogelkophalbinsel trennen. Hier befinden sich vor der Nordküste die Inseln Amutu Besar, Asap, Arguni und Ogar. Im Nordwesten befindet sich an der Südküste der Fakfakhalbinsel der Ort Fakfak, der wichtigste Hafen der Halbinsel. Ihr gegenüber liegt die Insel Panjang in der Tamaruni-Bucht.
Weiter südlich liegen die Insel Samai und die Sebakorbucht, die zur Tamaruni-Bucht hin von der vorgelagerten Insel Karas geschützt wird. Südöstlich liegt jenseits der Nautilusstraße (indonesisch Selat Nautilus) die Insel Adi. Im Osten trennt die Kamraubucht die Halbinsel vom restlichen Neuguinea. An ihrem nördlichsten Punkt liegt in der Bucht die Insel Freterenusu. Nur schmale Landbrücken verbinden die Bomberai-Halbinsel mit den Nachbarlandmassen.

## Einwohner
Auf der Halbinsel werden traditionell verschiedene Sprachen gesprochen. Zu den Zentral-Malayo-Polynesischen Sprachen werden vier Sprachen im Norden und eine im Süden mit insgesamt 2600 Sprechern gezählt.
Mor (im Nordwesten) und drei weitere Sprachen der Halbinsel werden den Trans-Neuguinea-Sprachen der Papuasprachen zugerechnet. Sie sprechen mehr als 7000 Menschen. Es gibt Theorien, dass die osttimoresische Papuasprache Fataluku und andere Timor-Alor-Pantar-Sprachen ursprünglich von der Bomberai-Halbinsel stammt.

## Fauna
Zur Fauna des Fakfakgebirges gehören der Schwarzohr-Laubenvogel und Oninia senglaubi, ein Vertreter der Familie der Engmaulfrösche.
Auf Vogelkop- und Bomberai-Halbinsel und den vorgelagerten Inseln zusammen leben 24 endemische Arten von Regenbogenfischen (Melanotaenia), viele davon in den Karstgebieten, darunter der Harlekin-Regenbogenfisch.